# 福島市立北沢又小学校
福島市立北沢又小学校（ふくしましりつ きたさわまた しょうがっこう）は、福島県福島市にある公立小学校である。

## 概要
福島市中心市街地北側の清水地域北部を学区とし、一級水系阿武隈川水系松川左岸、北沢又の住宅地内に位置する。2020年5月1日現在、19学級416名の児童が在籍する。

## 沿革
- 1979年4月1日 - 開校
- 1979年7月7日 - 水泳プールが竣工する。
- 1980年1月30日 - 屋内運動場が竣工する。
- 1982年4月 - 北沢又幼稚園が付設される。

## 教育方針
まなびいっぱい
やさしさいっぱい
げんきいっぱい

## 学校行事
| - 4月 - 5月 - 6月 | - 7月 - 8月 - 9月 | - 10月 - 11月 - 12月 | - 1月 - 2月 - 3月 |

## 通学区域
- 清水地区
  - 北沢又
  - 南沢又（松川より北側）
  - 御山（字一本松、三升蒔、上原、鉄砲畑、北川原のJR東北本線より西側）

## 進学先中学校
- 福島市立信陵中学校[3]

## 学区 / 校区内の主な施設
- 国道13号福島西道路
- 福島県道3号福島飯坂線（飯坂街道）
  - 上松川橋
- 福島交通飯坂線
  - 上松川駅

## 交通
- 福島交通飯坂線 上松川駅より約1Km 徒歩10分[4]